# Lycoperdon fuligineum
Lycoperdon fuligineum är en svampart som beskrevs av Berk. & M.A. Curtis 1868. Lycoperdon fuligineum ingår i släktet Lycoperdon och familjen Agaricaceae.   Inga underarter finns listade i Catalogue of Life.